# Kirgizisztán zászlaja
Kirgizisztán zászlaja Kirgizisztán egyik nemzeti jelképe.

## Leírása
A nap a fény, az örök lét és a „végtelen nemesség” jelképe; negyven sugara Manasz, a kirgizek nemzeti hőse által egyesített 40 kirgiz törzsnek felel meg.
A napot a nomád kirgizek hagyományos jurtájának tetején található félgömb, a tündök sematikus ábrája díszíti, amely a család, az otthon, az idő és a tér egységének, az élet eredetének, valamint a szolidaritásnak a jelképe.

## Története
A zászlót 1992. március 3-án vezették be. A kürgüz szó jelentése: „vörös”; a vörös ősidőktől fogva a kirgizek nemzeti színe. Vörös volt a zászlaja Manasznak is, aki a kirgizek egységéért küzdve létrehozta a kirgiz nemzetet.